# Monety Kanady

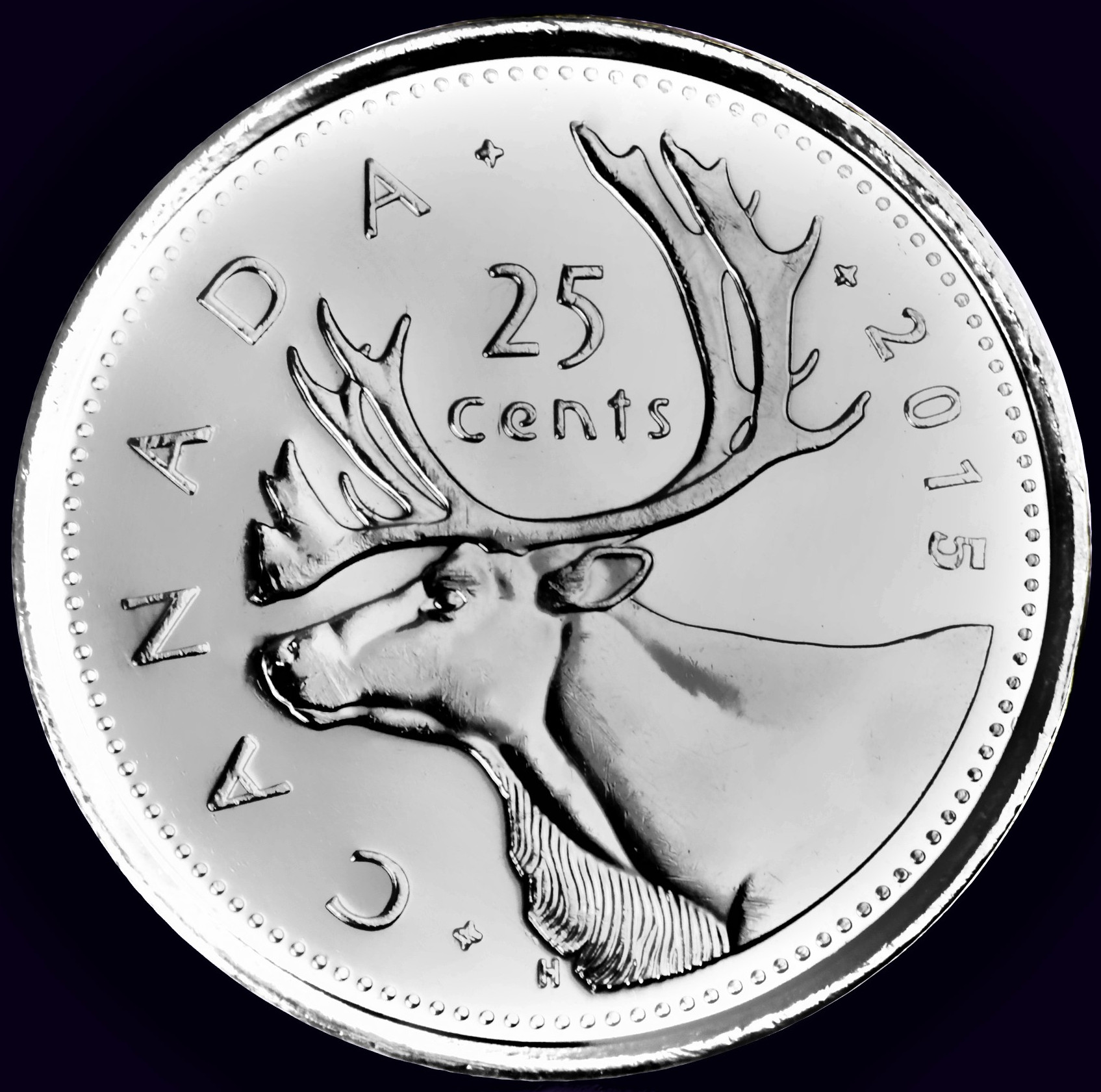
Kanadyjska moneta 25 centowa z 2015 roku

Monety Kanady – monety obiegowe i kolekcjonerskie emitowane i będące w obiegu w Kanadzie. Na awersie każdej kanadyjskiej monety znajduje się portret obecnie panującego monarchy. Współczesne kanadyjskie monety bite są przez Kanadyjską Mennicę Królewską (The Royal Canadian Mint).

## Nominały monet obiegowych
Obecnie wytwarza się sześć nominałów kanadyjskich monet obiegowych. Są to: 5, 10, 25 i 50 centów kanadyjskich oraz 1 i 2 dolary kanadyjskie. Produkcji monety jednocentowej zaprzestano w 2012 z powodu kosztów wyższych od wartości nominalnej.
Powszechne kanadyjskie monety o wartości poniżej jednego dolara (1¢, 5¢, 10¢, 25¢) wzorowane są na ich amerykańskich odpowiednikach – zarówno masa, średnicam, jak i potoczna nazwa są co do zasady identyczne. Różnią się one natomiast użytym w biciu metalem oraz rysunkiem awersu i rewersu.

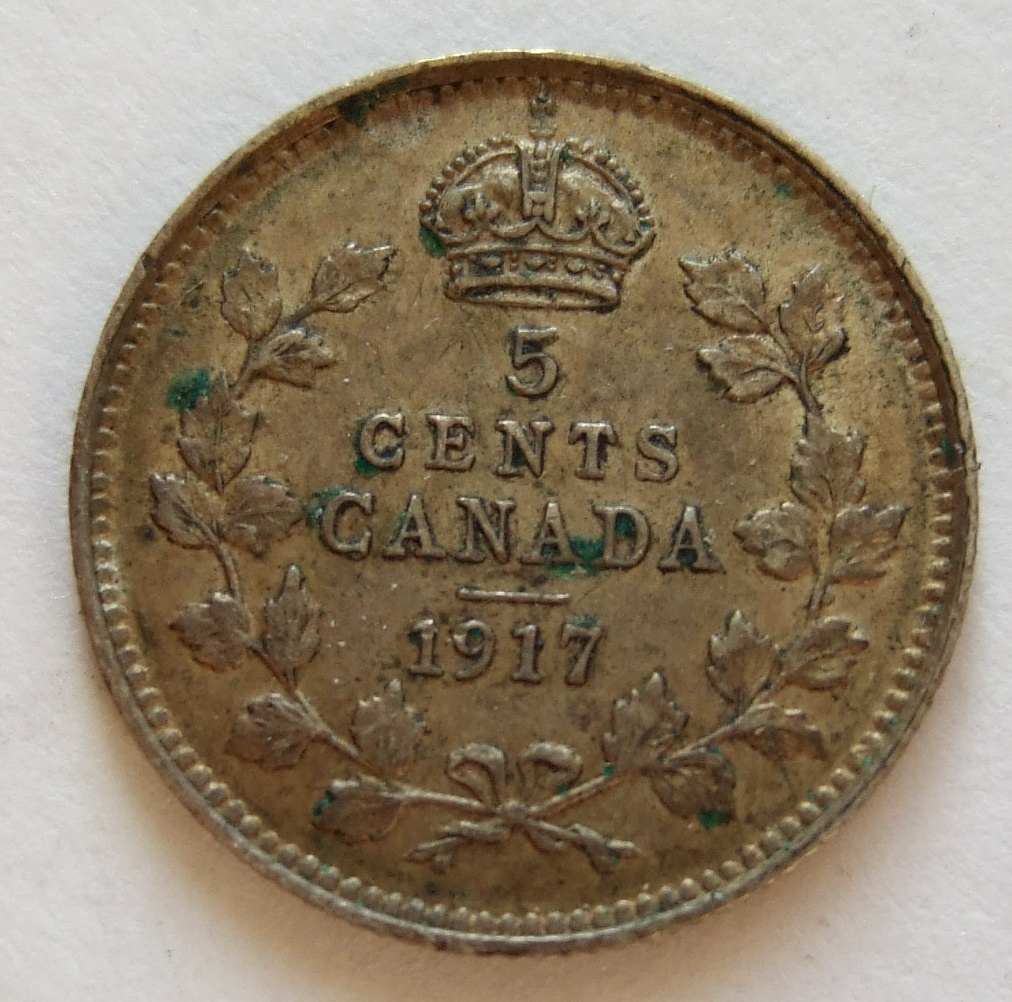
Srebrne kanadyjskie 5 centów Jerzego V z 1917

### Metale i stopy używane do produkcji monet
W latach 1858/1870–1919 wszystkie monety 5-, 10-, 25- i 50-centowe bito ze srebra próby 925, następnie w latach 1920–1966 monety o nominałach 10, 25 i 50 centów wykonane były ze srebra próby 800. Jednodolarówka, która pojawiła się w 1935 także była bita ze srebra tej próby. W 1968 monety o nominale 10 i 25 centów wyemitowano w dwóch wariantach. „Stara” wersja tych monet została wybita ze srebra (tym razem próby 500), a „nowa” z niklu. Pozostałe dawne monety srebrne (50¢ i 1$) były bite wyłącznie w z niklu.
Jednocentówki od 1858 do 1996 były bite z brązu, później (do 2012) bito je stali lub cynku pokrytych cienką warstwą miedzi.

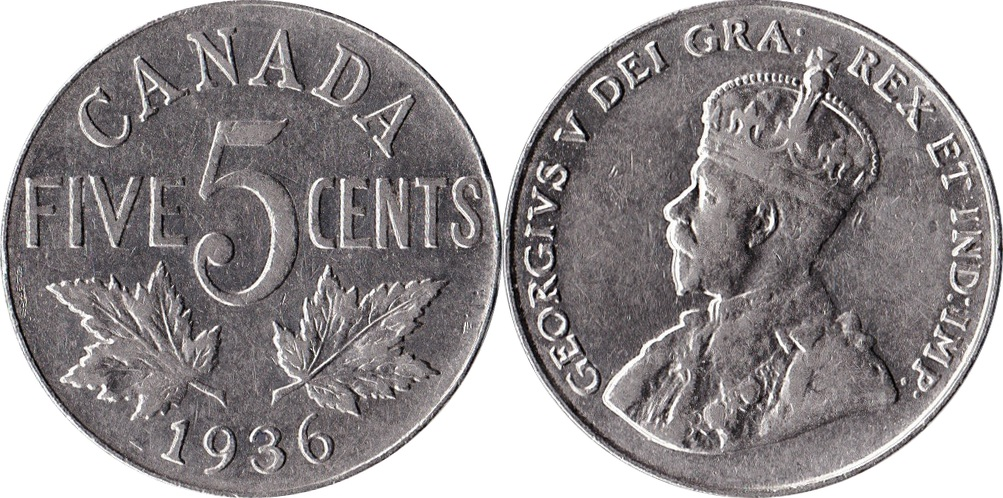
Niklowe 5 centów Jerzego V z 1936

Moneta o nominale 5 centów w latach 1858–1920 była wytwarzana ze srebra, potem srebro zmieniono na nikiel. W czasie II wojny światowej pięciocentówki bito ze stopu miedzi i cynku, a następnie ze stali pokrytej chromem. Po wojnie powrócono do niklowych pięciocentówek. W latach 1951–1954 ponownie monety te bito ze stali pokrytej chromem, jednak wkrótce od pomysłu tego odstąpiono. W latach 1982–1992 monety o nominale 5 centów wytwarzane były z miedzioniklu. W 1993 zrezygnowano z tego stopu na rzecz stali, którą tylko cienko pokrywa się niklem. Monety ze stali niklowanej są bite do dziś.
Obecne 10-, 25- i 50-centówki bije się ze stali, niklu i miedzi, a jedno- i dwudolarówki z niklu i brązu lub miedzi, niklu i aluminium

### Zwyczajowe nazwy monet
Oficjalnie każdy nominał jest nazwany zgodnie z jego wartością (np. „moneta 25-centowa”), jednak w praktyce używa się nazw zwyczajowych (tylko pięćdziesięciocentówka jest nazywana wyłącznie zgodnie z jej wartością). Tradycyjnie trzy najmniejsze nominały określa się „nickel” (5¢), „dime” (10¢) i „quarter” (25¢). Monety jedno- i dwu dolarowe nazywa się „loonie” i „toonie”. Nazwy te pochodzą od gatunku ptaka żyjącego w Kanadzie, nura lodowca (ang. Common loon), którego wizerunek widnieje na monecie jednodolarowej – 1 loon = loonie; 2 (two) loonie = toonie. Nieprodukowana już moneta o nominale jednego centa w Kandzie zwyczajowo nazywana jest „penny”.

## Kanadyjskie monety bulionowe i kolekcjonerskie
Oprócz monet obiegowych, w Kanadzie bite są również monety kolekcjonerskie, okolicznościowe i bulionowe. Od 1935 emitowane są kanadyjskie srebrne dolary. Są to monety kolekcjonerskie lub okolicznościowe bite w srebrze z wizerunkiem który dotyczy jakiegoś miejsca lub wydarzenia. Obok kolekcjonerskich srebrnych jednodolarówek bite są też monety kolekcjonerskie o innych nominałach i w wytwarzane z innych metali (np. złota). Produkowane monety kolekcjonerskie mają różne nominały (m.in. 5 lub 10 dolarów), jak również emitowane są w ograniczonych nakładach. Oprócz kolekcjonerskich jednodolarówek bite są też powszechnie znane monety bulionowe. Kanadyjskie monety inwestycyjne noszą nazwę Maple Leaf („Liść klonu”) i bite są w złocie, srebrze, platynie lub palladzie

## Specyfikacja współczesnych monet obiegowych
| Zdjęcie awersu                                           | Zdjęcie rewersu                                                | Awers                                                     | Rewers                               | Nominał         | Materiał                                                        | Średnica | Grubość  | Waga              | Rant                             | Nazwa zwyczajowa                    | Bita od     | Bita do           | Wycofana z obiegu                         |
| -------------------------------------------------------- | -------------------------------------------------------------- | --------------------------------------------------------- | ------------------------------------ | --------------- | --------------------------------------------------------------- | -------- | -------- | ----------------- | -------------------------------- | ----------------------------------- | ----------- | ----------------- | ----------------------------------------- |
|                                                          |                                                                | Portret aktualnie panującego monarchy (2020: Elżbieta II) | liście klonu                         | 1 cent (1¢)     | 94% stal, 1,5% nikiel, 4,5% platerowane miedzią                 | 19,05 mm | 1,45 mm  | 2,35 g            | gładki                           | penny                               | 1858        | 2012              | 4 lutego 2013                             |
|                                                          |                                                                | Portret aktualnie panującego monarchy (2020: Elżbieta II) | bóbr                                 | 5 centów (5¢)   | 94,5% stal, 3,5% miedź, 2% platerowane niklem                   | 21,2 mm  | 1,76 mm  | 3,95 g            | gładki                           | nickel                              | 1858        | nadal produkowane | nadal w obiegu                            |
|                                                          |                                                                | Portret aktualnie panującego monarchy (2020: Elżbieta II) | Bluenose (słynny kanadyjski szkuner) | 10 centów (10¢) | 92% stal, 5,5% miedź, 2,5% platerowane niklem                   | 18,03 mm | 1,22 mm  | 1,75 g            | ząbkowany                        | dime                                | 1858        | nadal produkowane | nadal w obiegu                            |
|                                                          |                                                                | Portret aktualnie panującego monarchy (2020: Elżbieta II) | karibu                               | 25 centów (25¢) | 94% stal, 3,8% miedź, 2,2% platerowane niklem                   | 23,88 mm | 1,58 mm  | 4,4 g             | ząbkowany                        | quarter                             | 1870        | nadal produkowane | nadal w obiegu                            |
|                                                          |                                                                | Portret aktualnie panującego monarchy (2020: Elżbieta II) | herb Kanady                          | 50 centów (50¢) | 93,1% stal, 4,75% miedź, 2,1% platerowane niklem                | 27,13 mm | 27,13 mm | 6,9 g             | ząbkowany                        | fifty cents, 50¢ piece, half dollar | 1870        | nadal produkowane | nadal w obiegu                            |
|                                                          |                                                                | Portret aktualnie panującego monarchy (2020: Elżbieta II) | podróżnicy w canoe                   | 1 dolar (1$)    | 99% nikiel                                                      | 32,15 mm | 2,88 mm  | 15,62 g           | ząbkowany                        | Voyageur dollar, „silver” dollar    | (1935) 1968 | 1987              | zastąpiony przez 1$ „loonie” w 1987 roku. |
|                                                          |                                                                | Portret aktualnie panującego monarchy (2020: Elżbieta II) | nur lodowiec                         | 1 dolar (1$)    | 91,5% nikiel 8,5% brąz (88% miedź, 12% cyna)                    | 26,5 mm  | 1,75 mm  | 7 g               | gładki, jedenastokąt             | loonie                              | 1987        | 2011              | nadal w obiegu                            |
| nur lodowiec z zabezpieczeniem przed fałszowaniem        | stal platerowana mosiądzem                                     | Portret aktualnie panującego monarchy (2020: Elżbieta II) | 6,27 g                               | 1 dolar (1$)    | 2012                                                            | 26,5 mm  | 1,75 mm  | Nadal produkowana | gładki, jedenastokąt             | loonie                              |             |                   | nadal w obiegu                            |
|                                                          |                                                                | Portret aktualnie panującego monarchy (2020: Elżbieta II) | niedźwiedź polarny                   | 2 dolary (2$)   | pierścień: 99% nikiel środek: 92% miedź, 6% aluminium 2% nikiel | 28 mm    | 1,8 mm   | 7,3 g             | naprzemiennie gładki i ząbkowany | toonie                              | 1996        | 2011              | nadal w obiegu                            |
| niedźwiedź polarny z zabezpieczeniami przed fałszowaniem | pierścień: 99% nikiel środek: 92% miedź 6% aluminium 2% nikiel | Portret aktualnie panującego monarchy (2020: Elżbieta II) | 6,92 g                               | 2 dolary (2$)   | gładki-ząbkowany, napis na rancie                               | 28 mm    | 1,8 mm   | 2012              | Nadal produkowana                | toonie                              |             |                   | nadal w obiegu                            |